# Basaúla Lemba
Basaúla Lemba (ur. 3 marca 1965 w Kinszasie) – kongijski piłkarz występujący na pozycji pomocnika.

## Kariera klubowa
Lemba karierę rozpoczynał w 1985 roku w zespole AS Vita Club. W 1986 roku przeszedł do portugalskiej Vitórii Guimarães. W pierwszej lidze portugalskiej zadebiutował 19 października 1986 w wygranym 2:0 meczu z Boavistą. W sezonie 1986/1987 wraz z Vitórią zajął 3. miejsce w lidze.
W 1987 roku odszedł do także pierwszoligowego O Elvas. 13 września 1987 w wygranym 3:1 pojedynku z SC Farense strzelił swojego pierwszego gola w lidze portugalskiej. Po spadku O Elvas do drugiej ligi w sezonie 1987/1988, Lemba przeszedł do pierwszoligowej Estreli Amadora. W sezonie 1989/1990 zdobył z nią Puchar Portugalii.
W 1990 roku wrócił do Vitórii Guimarães, której barwy tym razem reprezentował przez cztery lata. Pod koniec 1994 roku odszedł do CF Os Belenenses, również grającego w pierwszej lidze. Występował tam do końca sezonu 1994/1995, a w następnym był zawodnikiem Tirsense (I liga). W kolejnych latach Lemba grał też w drugoligowym Moreirense FC, a także w czwartoligowych drużynach Vasco da Gama i União Montemor. W 2000 roku zakończył karierę.

## Kariera reprezentacyjna
W 1988 roku Lemba został powołany do reprezentacji Zairu na Puchar Narodów Afryki, zakończony przez Zair na fazie grupowej. Zagrał na nim w spotkaniu z Marokiem (1:1).
W 1992 roku ponownie wziął udział w Pucharze Narodów Afryki. Nie zagrał jednak na nim w żadnym meczu, a Zair osiągnął ćwierćfinał turnieju.
W 1994 roku po raz trzeci znalazł się w składzie na Puchar Narodów Afryki. Wystąpił na nim w spotkaniach z Mali (1:0; gol), Tunezją (1:1) i Nigerią (0:2), a Zair ponownie odpadł z turnieju w ćwierćfinale.